# Лобановка (Тербунский район)
Лобановка — деревня в Тербунском районе Липецкой области России. Входит в состав Тербунского сельсовета.

## География
Деревня находится в юго-западной части Липецкой области, в лесостепной зоне, в пределах Среднерусской возвышенности, на берегах ручья Холопчик (приток реки Олым), на расстоянии примерно 4 километров (по прямой) к юго-западу от села Тербуны, административного центра района. Абсолютная высота — 187 метров над уровнем моря.
Климат умеренно континентальный с теплым летом и умеренно морозной зимой. Годовое количество осадков — 450—500 мм. Средняя температура января составляет −9,5°, июля — +19,5°.
Часовой пояс
Деревня Лобановка, как и вся Липецкая область, находится в часовой зоне МСК (московское время). Смещение применяемого времени относительно UTC составляет +3:00.

## Население
| 2009 | 2010 |
| ---- | ---- |
| 4    | ↘2   |

Гендерный состав
По данным Всероссийской переписи населения 2010 года в гендерной структуре населения мужчины составляли 50 %, женщины — соответственно также 50 %.
Национальный состав
Согласно результатам переписи 2002 года, в национальной структуре населения русские составляли 100 % из 4 чел.

## Улицы
Уличная сеть деревни состоит из одной улицы (ул. Колхозная).